# Hans Leo von Oppell
Hans Leo (Hans-Leo) von Oppell (* 8. August 1846 in Dresden; † 19. Juli 1915 in Friedersdorf an der Spree) war ein sächsischer Kammerherr und Rittmeister.

## Leben und Wirken

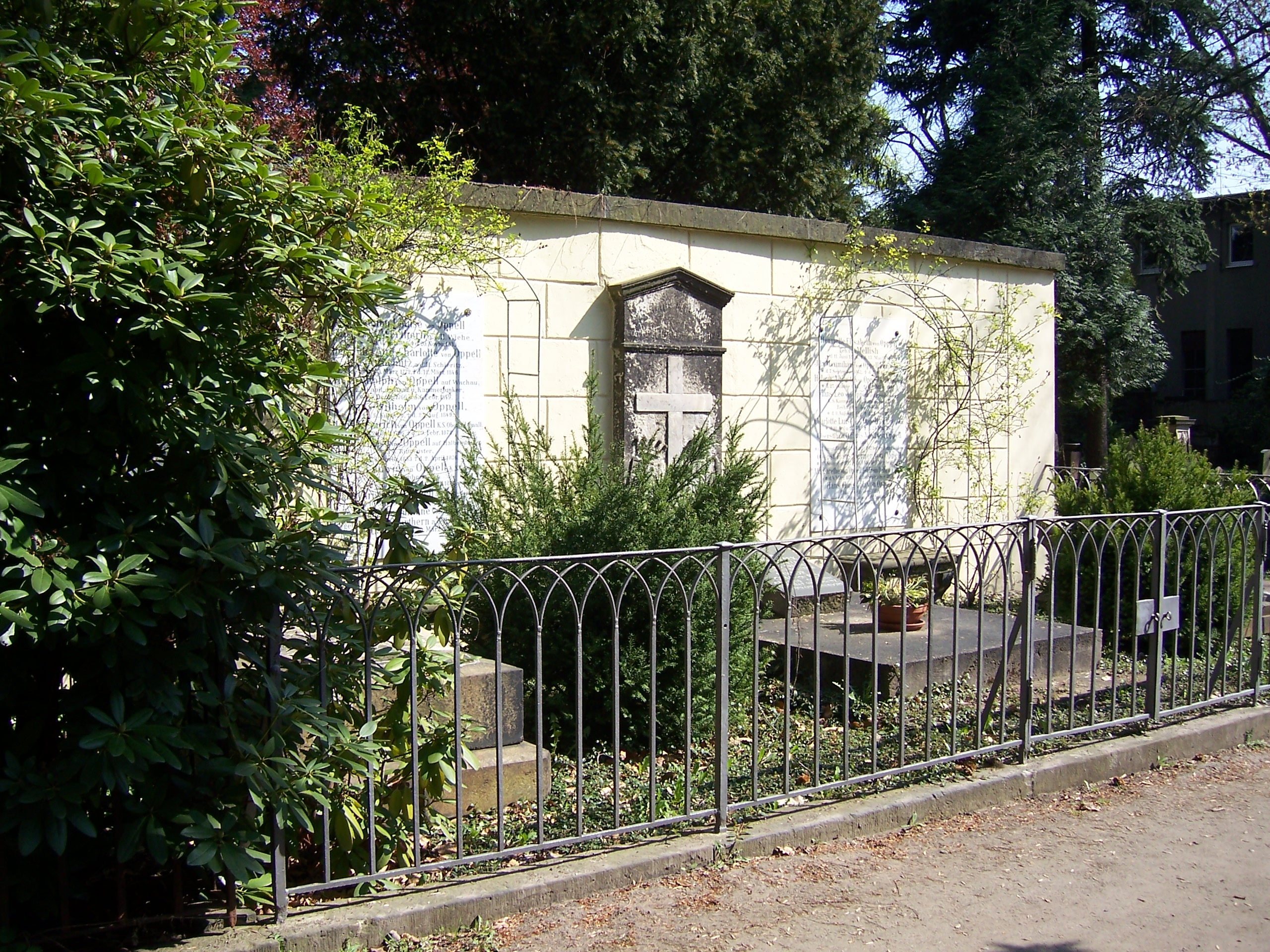
Grab von Hans Leo von Oppell

Der aus dem Adelsgeschlecht von Oppell stammende Hans Leo war Sohn des Dresdner Polizeidirektors Hans Ludwig von Oppell, der auch das Hechtviertel gründete und Senior des Domstifts zu Naumburg war. Seine Mutter war Susanna Maximiliana geb. Freiin von Werthern (1813–1888).
Ab 1864 leistete er seinen Militärdienst. Im Jahr 1874 war er Rittmeister und Eskadronchef. Er schied 1891 aus dem Militärdienst aus. In jenem Jahr war er königlich-sächsischer Kammerherr und gehörte zu den namhaftesten Vertretern seiner Gesamtfamilie. Hans Leo von Oppell verstarb 1915 in Friedersdorf. Er wurde im Familiengrab auf dem Neustädter Friedhof in Dresden beigesetzt.

## Familie
Im Jahr 1876 heiratete er Marie Louise Margarethe Freiin Dathe von Burgk, Tochter des Kommendators des Johanniterordens, Arthur Dathe von Burgk und der Marie von Mutius. Sie hatten zusammen fünf Kinder: 
- Susanna Marie L(o)uise (* 10. Oktober 1877; † 10. November 1962) ⚭ Victor Graf von Rex, Sohn des Karl Graf von Rex
- Charlotte Caroline Margarethe (* 29. August 1879; † 10. Januar 1970) ⚭ Ulrich von Salviati
- Hans Christoph (*10. Mai 1883; † 8. Dezember 1886)[3]
- Hans Adolf (* 17. August 1888; † 25. August 1942), Dr. jur, Oberstleutnant d. R., unvermählt
- Hans-Werner (* 3. November 1892; † 9. Mai 1944), Oberst, ⚭ Carla von Carlowitz auf Nieder-Friedersdorf, ein Sohn Hans Christoph, eine Tochter Marie Gisela

Im Jahr nach der Hochzeit, 1877, erwarb er mit seiner Familie das Rittergut Niederfriedersdorf. Er erbaute, nachdem sie im alten Herrenhaus des Rittergutes mehrere Jahre gewohnt hatten, von 1887 bis 1889 das neue Schloss Friedersdorf. Zum Besitz gehörten insgesamt sechs kleinere Güter.
Von Oppell war Mitglied der Oberlausitzischen Gesellschaft der Wissenschaften. Der Grundbesitzer Maximilian Dathe von Burgk war sein Schwager.

## Werke
- Stammtafeln des dem Lausitzer Uradel angehörenden Geschlechts derer von Oppell nach den urkundlichen und archivalischen Quellen auf 16 Stammtafeln und 1 Übersichtstafel zusammengestellt. C. A. Starke, Görlitz 1908. DNB 361567375